# Itsuka dekiru kara kyō dekiru
„Itsuka dekiru kara kyō dekiru” (jap. いつかできるから今日できる) – dziewiętnasty singel japońskiego zespołu Nogizaka46, wydany w Japonii 11 października 2017 roku przez N46Div..
Singel został wydany w pięciu edycjach: regularnej (CD) i czterech limitowanych CD+DVD (Type-A, Type-B, Type-C, Type-D). Osiągnął 1 pozycję w rankingu Oricon i pozostał na liście przez 54 tygodnie. Zdobył status płyty Milion.

## Lista utworów
Wszystkie utwory zostały napisane przez Yasushiego Akimoto.

### Type-A
| CD | CD                                                                                 | CD                                           | CD                                           | CD      |
| Nr | Tytuł utworu                                                                       | Kompozycja                                   | Aranżacja                                    | Długość |
| -- | ---------------------------------------------------------------------------------- | -------------------------------------------- | -------------------------------------------- | ------- |
| 1. | „Itsuka dekiru kara kyō dekiru” (jap. いつかできるから今日できる)                  | Akira Sunset, Seiichi Kyōda                  | Seiichi Kyōda, Akira Sunset                  | 4:39    |
| 2. | „Fuminshō” (jap. 不眠症)                                                           | Kazunori Ōnuki, Reo Kawahara, Ryūichi Takagi | Kazunori Ōnuki, Reo Kawahara, Ryūichi Takagi | 4:26    |
| 3. | „Maa ii ka?” (jap. まあいいか?) (wyk. Manatsu Akimoto, Mai Shiraishi)              | HRK (Hiroaki Hara)                           | Hiroaki Hara                                 | 3:32    |
| 4. | „Itsuka dekiru kara kyō dekiru” (jap. いつかできるから今日できる) (off vocal ver.) | Akira Sunset, Seiichi Kyōda                  | Seiichi Kyōda, Akira Sunset                  | 4:39    |
| 5. | „Fuminshō” (jap. 不眠症) (off vocal ver.)                                          | Kazunori Ōnuki, Reo Kawahara, Ryūichi Takagi | Kazunori Ōnuki, Reo Kawahara, Ryūichi Takagi | 4:26    |
| 6. | „Maa ii ka?” (jap. まあいいか?) (off vocal ver.)                                   | HRK (Hiroaki Hara)                           | Hiroaki Hara                                 | 3:32    |

| DVD | DVD | DVD     |
| Nr  | Tytuł utworu | Długość |
| --- | --- | ------- |
| 1.  | „Itsuka dekiru kara kyō dekiru” (jap. いつかできるから今日できる) (Music Video)                                         | 4:51    |
| 2.  | „Maa ii ka?” (jap. まあいいか?) (Music Video)                                                                           | 3:49    |
| 3.  | „«Asahi nagu Project» (I) eiga «Asahi nagu» Making” (jap. 「あさひなぐプロジェクト」（起）映画「あさひなぐ」メイキング) | 21:15   |

### Type-B
| CD | CD                                                                                 | CD                                           | CD                                           | CD      |
| Nr | Tytuł utworu                                                                       | Kompozycja                                   | Aranżacja                                    | Długość |
| -- | ---------------------------------------------------------------------------------- | -------------------------------------------- | -------------------------------------------- | ------- |
| 1. | „Itsuka dekiru kara kyō dekiru” (jap. いつかできるから今日できる)                  | Akira Sunset, Seiichi Kyōda                  | Seiichi Kyōda, Akira Sunset                  | 4:39    |
| 2. | „Fuminshō” (jap. 不眠症)                                                           | Kazunori Ōnuki, Reo Kawahara, Ryūichi Takagi | Kazunori Ōnuki, Reo Kawahara, Ryūichi Takagi | 4:26    |
| 3. | „Shitsuren o sōji hito” (jap. 失恋お掃除人) (wyk. Wakasama Gundan)                 | Kuniaki Saitō                                | Kuniaki Saitō                                | 4:39    |
| 4. | „Itsuka dekiru kara kyō dekiru” (jap. いつかできるから今日できる) (off vocal ver.) | Akira Sunset, Seiichi Kyōda                  | Seiichi Kyōda, Akira Sunset                  | 4:39    |
| 5. | „Fuminshō” (jap. 不眠症) (off vocal ver.)                                          | Kazunori Ōnuki, Reo Kawahara, Ryūichi Takagi | Kazunori Ōnuki, Reo Kawahara, Ryūichi Takagi | 4:26    |
| 6. | „Shitsuren o sōji hito” (jap. 失恋お掃除人) (off vocal ver.)                       | Kuniaki Saitō                                | Kuniaki Saitō                                | 4:39    |

| DVD | DVD | DVD     |
| Nr  | Tytuł utworu | Długość |
| --- | --- | ------- |
| 1.  | „Itsuka dekiru kara kyō dekiru” (jap. いつかできるから今日できる) (Music Video)                                          | 4:51    |
| 2.  | „Shitsuren o sōji hito” (jap. 失恋お掃除人) (Music Video)                                                                | 7:04    |
| 3.  | „«Asahi nagu Project» (II) eiga «Asahi nagu» Making” (jap. 「あさひなぐプロジェクト」（承）映画「あさひなぐ」メイキング) | 18:28   |

### Type-C
| CD | CD                                                                                 | CD                                           | CD                                           | CD      |
| Nr | Tytuł utworu                                                                       | Kompozycja                                   | Aranżacja                                    | Długość |
| -- | ---------------------------------------------------------------------------------- | -------------------------------------------- | -------------------------------------------- | ------- |
| 1. | „Itsuka dekiru kara kyō dekiru” (jap. いつかできるから今日できる)                  | Akira Sunset, Seiichi Kyōda                  | Seiichi Kyōda, Akira Sunset                  | 4:39    |
| 2. | „Fuminshō” (jap. 不眠症)                                                           | Kazunori Ōnuki, Reo Kawahara, Ryūichi Takagi | Kazunori Ōnuki, Reo Kawahara, Ryūichi Takagi | 4:26    |
| 3. | „My rule”                                                                          | Takuya Fujita                                | Takuya Fujita                                | 4:32    |
| 4. | „Itsuka dekiru kara kyō dekiru” (jap. いつかできるから今日できる) (off vocal ver.) | Akira Sunset, Seiichi Kyōda                  | Seiichi Kyōda, Akira Sunset                  | 4:39    |
| 5. | „Fuminshō” (jap. 不眠症) (off vocal ver.)                                          | Kazunori Ōnuki, Reo Kawahara, Ryūichi Takagi | Kazunori Ōnuki, Reo Kawahara, Ryūichi Takagi | 4:26    |
| 6. | „My rule” (off vocal ver.)                                                         | Takuya Fujita                                | Takuya Fujita                                | 4:32    |

| DVD | DVD | DVD     |
| Nr  | Tytuł utworu | Długość |
| --- | --- | ------- |
| 1.  | „Itsuka dekiru kara kyō dekiru” (jap. いつかできるから今日できる) (Music Video)                                           | 4:51    |
| 2.  | „My rule” (Music Video)                                                                                                   | 5:26    |
| 3.  | „«Asahi nagu Project» (III) eiga «Asahi nagu» Making” (jap. 「あさひなぐプロジェクト」（転）映画「あさひなぐ」メイキング) | 20:40   |

### Type-D
| CD | CD                                                                                 | CD                                           | CD                                           | CD      |
| Nr | Tytuł utworu                                                                       | Kompozycja                                   | Aranżacja                                    | Długość |
| -- | ---------------------------------------------------------------------------------- | -------------------------------------------- | -------------------------------------------- | ------- |
| 1. | „Itsuka dekiru kara kyō dekiru” (jap. いつかできるから今日できる)                  | Akira Sunset, Seiichi Kyōda                  | Seiichi Kyōda, Akira Sunset                  | 4:39    |
| 2. | „Fuminshō” (jap. 不眠症)                                                           | Kazunori Ōnuki, Reo Kawahara, Ryūichi Takagi | Kazunori Ōnuki, Reo Kawahara, Ryūichi Takagi | 4:26    |
| 3. | „Boku no shōdō” (jap. 僕の衝動)                                                    | Nobutaka Ishii                               | Nobutaka Ishii                               | 4:14    |
| 4. | „Itsuka dekiru kara kyō dekiru” (jap. いつかできるから今日できる) (off vocal ver.) | Akira Sunset, Seiichi Kyōda                  | Seiichi Kyōda, Akira Sunset                  | 4:39    |
| 5. | „Fuminshō” (jap. 不眠症) (off vocal ver.)                                          | Kazunori Ōnuki, Reo Kawahara, Ryūichi Takagi | Kazunori Ōnuki, Reo Kawahara, Ryūichi Takagi | 4:26    |
| 6. | „Boku no shōdō” (jap. 僕の衝動) (off vocal ver.)                                   | Nobutaka Ishii                               | Nobutaka Ishii                               | 4:14    |

| DVD | DVD | DVD     |
| Nr  | Tytuł utworu | Długość |
| --- | --- | ------- |
| 1.  | „Itsuka dekiru kara kyō dekiru” (jap. いつかできるから今日できる) (Music Video) | 4:51    |
| 2.  | „Boku no shōdō” (jap. 僕の衝動) (Music Video) | 6:09    |
| 3.  | „«Asahi nagu Project» (IV) eiga «Asahi nagu» Making / «Itsuka dekiru kara kyō dekiru» (Manatsu no zenkoku Tour 2017 yori)” (jap. 「あさひなぐプロジェクト」（結）舞台「あさひなぐ」メイキング /「いつかできるから今日できる」（真夏の全国ツアー2017より）) | 19:55   |

### Edycja regularna
| CD | CD | CD                                           | CD                                           | CD      |
| Nr | Tytuł utworu | Kompozycja                                   | Aranżacja                                    | Długość |
| -- | --- | -------------------------------------------- | -------------------------------------------- | ------- |
| 1. | „Itsuka dekiru kara kyō dekiru” (jap. いつかできるから今日できる)                                                                        | Akira Sunset, Seiichi Kyōda                  | Seiichi Kyōda, Akira Sunset                  | 4:39    |
| 2. | „Fuminshō” (jap. 不眠症) | Kazunori Ōnuki, Reo Kawahara, Ryūichi Takagi | Kazunori Ōnuki, Reo Kawahara, Ryūichi Takagi | 4:26    |
| 3. | „Atarashī kafun ~Musical «Mishiranu sekai» yori~” (jap. 新しい花粉 〜ミュージカル「見知らぬ世界」より〜) (wyk. Erika Ikuta, Shiori Kubo) | Aratame Show                                 | Makoto Wakatabe                              | 4:05    |
| 4. | „Itsuka dekiru kara kyō dekiru” (jap. いつかできるから今日できる) (off vocal ver.)                                                       | Akira Sunset, Seiichi Kyōda                  | Seiichi Kyōda, Akira Sunset                  | 4:39    |
| 5. | „Fuminshō” (jap. 不眠症) (off vocal ver.)                                                                                                | Kazunori Ōnuki, Reo Kawahara, Ryūichi Takagi | Kazunori Ōnuki, Reo Kawahara, Ryūichi Takagi | 4:26    |
| 6. | „Atarashī kafun ~Musical «Mishiranu sekai» yori~” (jap. 新しい花粉 〜ミュージカル「見知らぬ世界」より〜) (wyk. Erika Ikuta, Shiori Kubo) | Aratame Show                                 | Makoto Wakatabe                              | 4:05    |

## Skład zespołu
| „Itsuka dekiru kara kyō dekiru” |
| --- |
| - 1. gen.: Manatsu Akimoto, Erika Ikuta, Rina Ikoma, Marika Itō, Sayuri Inoue, Misa Etō, Asuka Saitō (środek), Yūri Saitō, Reika Sakurai, Mai Shiraishi, Kazumi Takayama, Kana Nakada, Nanase Nishino (środek), Minami Hoshino, Sayuri Matsumura, Yumi Wakatsuki - 2. gen.: Hinako Kitano, Mai Shinuchi, Miona Hori |

| „Fuminshō” |
| --- |
| - 1. gen.: Manatsu Akimoto, Erika Ikuta, Rina Ikoma, Marika Itō, Sayuri Inoue, Misa Etō, Asuka Saitō, Reika Sakurai, Mai Shiraishi, Kazumi Takayama, Nanase Nishino, Minami Hoshino, Sayuri Matsumura, Yumi Wakatsuki - 2. gen.: Mai Shinuchi, Miona Hori - 3. gen.: Momoko Ōzono, Shiori Kubo (środek), Mizuki Yamashita (środek), Yūki Yoda |

| „Shitsuren o sōji hito”                                                                          |
| ------------------------------------------------------------------------------------------------ |
| - 1. gen.: Yumi Wakatsuki (środek) - 3. gen.: Minami Umezawa, Tamami Sakaguchi, Mizuki Yamashita |

| „My rule” |
| --- |
| - 1. gen.: Hina Kawago, Mahiro Kawamura, Chiharu Saitō, Ami Nōjo, Hina Higuchi (środek), Maaya Wada - 2. gen.: Karin Itō, Junna Itō, Iori Sagara, Kotoko Sasaki, Ayane Suzuki, Ranze Terada, Rena Yamazaki, Miria Watanabe |

| „Boku no shōdō” |
| --- |
| Piosenka została wykonywana przez wszystkie członkinie trzeciej generacji w momencie wydania. - 3. gen.: Riria Itō (środek), Renka Iwamoto, Minami Umezawa, Momoko Ōzono, Shiori Kubo, Tamami Sakaguchi, Kaede Satō, Reno Nakamura, Hazuki Mukai, Mizuki Yamashita, Ayano Christie Yoshida, Yūki Yoda |

## Notowania
| Lista                             | Pozycja |
| --------------------------------- | ------- |
| Oricon Weekly Singles Chart       | 1       |
| Oricon Yearly Singles Chart       | 7       |
| Billboard Japan Hot 100           | 1       |
| Billboard Japan Hot Singles Sales | 1       |

## Sprzedaż
| Dane wg         | Sprzedaż   |
| --------------- | ---------- |
| Oricon          | 1 106 920  |
| Billboard Japan | 1 281 123+ |